# 库利苏苏
库利苏苏（Kulisusu）是印度尼西亚东南苏拉威西省北布顿县的最大城镇，位于布顿岛东北。2010年统计，库利苏苏所在的库利苏苏区（Kecamatan Kulisusu）共有20,652人。

## 资料来源
1. ↑  Biro Pusat Statistik, Jakarta, 2011.